# Diecezja Kalkuty
Diecezja Kalkuty – diecezja Malankarskiego Kościoła Ortodoksyjnego z siedzibą w Kalkucie w Indiach. Obejmuje stany Assam, Bihar, Madhya Pradesh (z wyjątkiem okolic Malwa), Manipur, Meghalaya, Nagaland, Orissa, Tripura, Bengal Zachodni, Mizoram, Arunachal Pradhesh i miasto Nagpur, a także Kuwejt.
8 grudnia 1978 Święty Synod Malankarskiego Kościoła Ortodoksyjnego erygował diecezję Kalkuty wyłączając północną część Indii z jurysdykcji biskupa Madrasu. Zmiany weszły w życie 1 stycznia 1979. W 2009 parafie w okolicach Malwa w Madhya Pradesh oraz w Omanie zostały przyłączone do nowo utworzonej diecezji Ahmedabad.

## Biskupi
- Stephanos Mar Theodosius (od 1979 do 2007)
- Baselios Mar Thoma Didymos I (od 2007 do 2009, administrator)
- Joseph Mar Dionysius (od 2009)